# 아른험긴귀박쥐
아른험긴귀박쥐(Nyctophilus arnhemensis)는 애기박쥐과에 속하는 박쥐의 일종이다. 오스트레일리아 북부와 서부 지역의 토착종이다. 북부긴귀박쥐는 퀸즐랜드주 북부-서부 지역부터 노던 준주의 북부 일부와 웨스턴오스트레일리아 북부 지역에 걸쳐 오스트레일리아 북부 지역에서 발견된다. 큰 개체수 유지하거나 증가하고 있으며, 멸종에 대한 우려는 없다.